# Ministerstwo Bezpieczeństwa Państwowego NRD

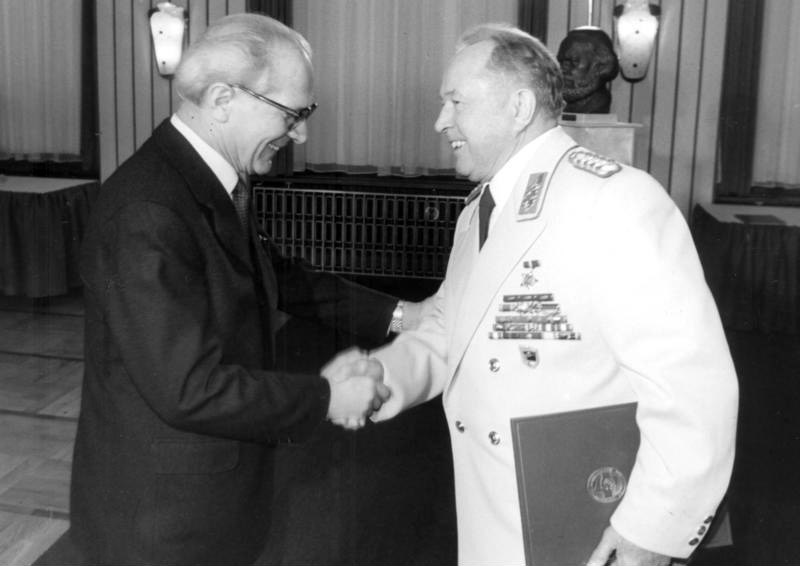
Uroczystość 30-lecia MBP NRD (1980): Erich Honecker wraz z Erichem Mielke

Flaga Ministerstwa Bezpieczeństwa Państwowego

Ministerstwo Bezpieczeństwa Państwowego (niem. Ministerium für Staatssicherheit (MfS), również jako Staatssicherheitsdienst (Stasi), z niem. Państwowa Służba Bezpieczeństwa) – organ administracji rządowej Niemieckiej Republiki Demokratycznej, utworzony 8 lutego 1950. MfS odpowiedzialne było za kierunek bezpieczeństwa wewnętrznego, wywiadu wewnętrznego i zagranicznego oraz kontrwywiadu NRD.
Instytucja nosiła w poszczególnych latach następujące nazwy:
- Ministerstwo Bezpieczeństwa Państwowego – Ministerium für Staatssicherheit (MfS) (1950–1953),
- Urząd Sekretarza Stanu ds. Bezpieczeństwa Państwowego w Ministerstwie Spraw Wewnętrznych – Staatssekretariat für Staatssicherheit (SfS) des Ministerium des Inneren (MdI) (1953–1955),
- Ministerstwo Bezpieczeństwa Państwowego – Ministerium für Staatssicherheit (MfS) (1955–1989),
- Urząd Bezpieczeństwa Narodowego – Amt für Nationale Sicherheit (AfNS) (1989–1990).

## Początki
Ministerium für Staatssicherheit (MfS) zostało utworzone 8 lutego 1950. Od samego początku wzorowane na radzieckim Ministerstwie Bezpieczeństwa Państwowego – MGB. NRD-owskie organy bezpieczeństwa i wywiadu były tworzone pod kontrolą i nadzorem funkcjonariuszy byłego NKWD, wówczas MWD. Jednym z głównych tzw. radzieckich doradców (nadzorców) był generał Iwan Sierow, także m.in. twórca polskiego aparatu bezpieczeństwa publicznego (zob. RBP/MBP).
Ministerium für Staatssicherheit powstało w wyniku połączenia kilku instytucji, m.in. wywiadowczych wspomagających radziecki aparat bezpieczeństwa (MGB) w radzieckiej strefie okupacyjnej Niemiec, m.in. utworzonego w 1951 – Instytutu Badań Ekonomicznych (Institut fur Wirtschaftwissenschaftliche Forschung – IWF), który następnie zmienił nazwę na Wydział XV, a w 1957 lub 1958 stał się formalnie Głównym Zarządem Wywiadu MfS odpowiedzialnym za wywiad zagraniczny, także po części na bazie struktur Komisariatu-5 (K-5) oraz SSD. Komisariat-5 (K-5) został utworzony w 1947 na gruzach nazistowskiego Gestapo i posiadał prawie identyczną strukturę administracyjno-organizacyjną.
MfS/Stasi początkowo składało się z trzech pionów, m.in.: Hauptabteilung I (HA I) – wywiad wojskowy i gospodarczy, Hauptabteilung II (HA II) – akcje sabotażowe i agitacyjne w Niemczech Zachodnich oraz Hauptabteilung III (HA III) – kontrwywiad krajowy (dawny Komisariat-5 K-5), potem z 7, aż wreszcie z ponad 20 głównych wydziałów (Hauptabteilungen), wydziałów (Abteilungen) i grup roboczych (Arbeitsgruppen).
Wstrząs polityczny, jakim okazało się powstanie robotnicze z 17 czerwca 1953, oznaczał również zmiany w organizacji aparatu bezpieczeństwa. W lipcu 1953 MfS pozbawiono samodzielności instytucjonalnej i włączono do Ministerstwa Spraw Wewnętrznych (Ministerium des Innern) jako urząd sekretarza stanu ds. bezpieczeństwa państwowego (Staatssekretariat für Staatssicherheit). Do ponownego wyodrębnienia Ministerstwa Bezpieczeństwa Państwowego doszło w listopadzie 1955. Potocznie było zwane Staatssicherheit – bezpieczeństwo państwowe, od którego dwóch pierwszych liter obu połączonych wyrazów powstał najbardziej znany skrót Stasi.

## Podporządkowanie i administracja terenowa
Początkowo nie istniał jakikolwiek pisemny dokument potwierdzający szczególną rolę Stasi w systemie rządowym Niemieckiej Republiki Demokratycznej, tak samo jak nie było żadnych wytycznych na temat głównych zadań Ministerstwa Bezpieczeństwa Państwowego MfS i jego struktury organizacyjnej. Pierwszym tego typu aktem stał się tajny statut urzędu sekretarza stanu ds. bezpieczeństwa państwowego wydany w październiku 1953, który określał podległość wobec Biura Politycznego KC SED oraz ogólne uprawnienia służby.
30 lipca 1969 Erich Honecker wydał statut MfS, bez przedstawienia w nim szczegółowego zakresu kompetencji i zadań. Swym podpisem potwierdził jedynie nominację ministra i jego zastępców, jako funkcyjnych przedstawicieli MfS. Wspomniano tam, że Urząd Bezpieczeństwa dzieli się na jednostki służbowe odpowiednio do zatwierdzonej struktury. Przy tym, w pierwszym rzędzie, zanim nie nastąpiło ostateczne rozwiązanie tajnych służb NRD, chodziło o wyodrębnienie głównych wydziałów (Hauptabteilungen – HA), Głównego Zarządu Wywiadu (Hauptverwaltung Aufklärung – HVA – który do 1958 nazywał się HAXV), Wydziału Referatów Centrali w Berlinie, jak i powołanie zarządów okręgowych (Bezirksverwaltungen BV) oraz niższych urzędów powiatowych (Kreisdienststellen KD).
Podstawowa struktura Ministerium für Staatssicherheit (MfS) – Ministerstwa Bezpieczeństwa Państwowego, w którego skład wchodził Hauptverwaltung Aufklärung (HVA) – Główny Zarząd Wywiadowczy, z zasady odpowiadała państwowej strukturze administracyjnej. MfS dzieliło się na sześć Zarządów Krajowych Bezpieczeństwa Państwowego: Brandenburgia, Wielki Berlin, Meklemburgia, Saksonia, Saksonia-Anhalt i Turyngia.
Wraz z reformą administracyjną z 1952 r. zarządy krajowe (Landesverwaltungen) zostały przekształcone w 14 zarządów okręgowych (Bezirksverwaltungen) – Bezpieczeństwa Państwowego i 217 urzędów powiatowych (Kreisdienststellen). Na szczeblach ministerialnym, okręgowym i powiatowym, działało w 1989 r. ok. 670 jednostek służbowych Stasi.
Nie licząc pułku wartowniczego (to jest ok. 10 tys. żołnierzy), Stasi pod koniec dysponowało kadrą liczącą 84 tys. pracowników, z których ok. 40% było czynnych w samym tylko Berlinie. Większość zatrudnionych w Stasi przypadła na zarządy okręgowe i urzędy powiatowe.
Statut MfS z 30 lipca 1969 wyodrębniał dwa podstawowe zakresy działań: wywiad i kontrwywiad. Nie mniej ważne zadanie obok kontrwywiadu i nadzoru terenowego kraju polegało na prowadzeniu czynności polityczno-operacyjnych przeciwko centrum wroga, pod czym rozumiano przenikanie do politycznych, wojskowych, ekonomicznych i gospodarczych centrów wroga przy użyciu specjalnych środków i metod.
Kompetentnymi w tym zakresie były w ramach MfS Główny Zarząd Wywiadu HVA, wraz ze swoimi wydziałami i referatami w Berlinie, oraz wydziały XV, funkcjonujące w ramach zarządów okręgowych podporządkowane – HVA.

## Kadry i agentura
Na początku każdy wydział MfS, a od 1979 każdy z operacyjnie pracujących głównych wydziałów HVA, jak też wszystkie zarządy okręgowe, miały swoich radzieckich tzw. oficerów prowadzących z KGB i GRU. Większość jej funkcjonariuszy swoją karierę zaczynała od Volkspolizei.
Kadrę organizacji, z których bezpośrednio wywodziła się Stasi, stanowiło wielu funkcjonariuszy nazistowskiego aparatu wywiadowczego (Abwehry, SD) i policyjnego (Gestapo). Część z nich znalazła pracę w ministerstwie, na przykład były szef kontrwywiadu Abwehry gen. por. Rudolf Bamler. Tak samo sytuacja wyglądała w Niemczech Zachodnich, gdzie służby specjalne RFN (Bundesnachrichtendienst) zostały stworzone przy pomocy amerykańskiej CIA i brytyjskiej MI6, bazując na kadrach tzw. Organizacji Gehlena, kierowanej przez byłego pracownika Abwehry i w jej obrębie szefa Fremde Heere Ost – FHO (Obce Armie Wschód), Reinharda Gehlena.
Zorganizowany przez Stasi wewnętrzny aparat represji opierał się przede wszystkim na niesłychanie rozbudowanej siatce agentów-informatorów, często donosy składali na siebie bliscy krewni, sąsiedzi, dozorcy kamienic, a nawet rodzina, w niektórych przypadkach biorąc za to wynagrodzenie. Odpowiednikiem polskiego TW był „tajny współpracownik rozpracowania”, IMB (Inoffizieller Mitarbeiter Bearbeitung). Współpracę agenturalną udowodniono wielu znanym osobom, w tym opozycjonistom niemieckim, np. Lothar de Maizière (pierwszy demokratycznie wybrany premier, TW „Czerni”), Gregor Gysi (adwokat broniący opozycjonistów, TW „Notariusz”), Wolfgang Schnur (TW „Torsten”), Ibrahim Böhme, Heinrich Fink (TW „Heiner”), Sascha Anderson (artysta niezależny), Günter Wallraff (pisarz i dziennikarz, zarzut później oddalony przez sąd), Ernst Volkmar (TW „Christian”), Rainer Rupp (TW „Topaz”).

## Organizacja MfS/Stasi

Sztandar Pułku Wartowniczego im. Feliksa Dzierżyńskiego

W drugiej połowie lat 80. XX wieku w strukturze organizacyjnej centrali MfS znajdowały się komórki oparte na głównych wydziałach, wydziałach i grupach roboczych.

### Podporządkowane bezpośrednio ministrowi
- Sekretariat Ministra (Sekretariate des Ministers – SdM), dyr. – gen.-mjr Hans Carlsohn(inne języki) – (1971 – XII 1989)
- Grupa Robocza Ministra (Arbeitsgruppe des Ministers – AGM) > szkolenie i realizacja zadań wojskowych, dyr. – gen.-mjr Erich Rummler (1987–1989)
  - Pułk Wartowniczy im. Feliksa Dzierżyńskiego (Wachregiment „Feliks E. Dzierzynski”), d-ca gen.-mjr. Manfred Döring
- Centralna Grupa ds. Analiz i Informacji (Zentrale Auswertungs- und Informationsgruppe – ZAIG) > utworzona w 1953 r., zajmowała się m.in. przetwarzaniem informacji zdobywanych przez inne jednostki ministerstwa oraz opracowywaniem raportów dla najwyższego kierownictwa partii i resortu, szef – gen.-por. Werner Irmler (1965–1989)
  - XII Wydział (Zentrale Auskunft/Speicher): centralna kartoteka i archiwum, szef – płk dr Heinz Roth (1980–1989)
  - XIII Wydział (Zentrale Rechenstation): centralne biuro statystyczne, szef – płk Gunar Hartling (1976–1989)
  - Biuro Prawne (Rechtsstelle)
- II Główny Wydział (Hauptabteilung II – HA II) > kontrwywiad (Spionageabwehr), szef HA II – gen.-por. dr Gunther Kratsch(inne języki) (1976–1989)
  - Wydział 9: wywiady Europy Zachodniej,
  - Wydział 13: kontrola zachodnich dziennikarzy,
  - Grupa Oceny i Kontroli zajmującej się kontrolą korespondencji,
  - Wydział „M”: kontrola prywatnych paczek i listów, oczyszczanie ich z walut obcych, szef – gen.-mjr Rudi Strobel (1965–1989)
- Główny Zarząd Ochrony (Hauptabteilung Personenschutz – HA PS) > ochrona kierownictwa partyjno-rządowego i obiektów państwowych, m.in. ochrona osiedla rządowego przy Majakowskiring (1950-1990) i w Waldsiedlung Wandlitz (1960-1990), szef – gen.-por. Günter Wolf(inne języki) (1974–1989);
- Główny Wydział Kadr i Szkolenia (Hauptabteilung Kader und Schulung – HA KaSch), szef – gen.-por. Günter Möller (1982 – V 1990)
  - Wyższa Szkoła Prawnicza MBP (Juristische Hochschule MfS – JHS) > szkolenie funkcjonariuszy Stasi, szef – gen.-mjr prof. dr Willi Opitz (1985–1990)
  - Centralna Służba Medyczna  (Zentraler Medizinischer Dienst – ZMD), dyr. – gen.-mjr prof. dr Klaus Klein (1986–1989)
- IX Główny Wydział (Hauptabteilung IX – HA IX) > dochodzeniowo-śledczy, co najmniej 11 wydziałów, m.in. Wydział 11 (Abt. XI) badania przestępstw nazistowskich i wojennych, szef – gen.-mjr dr Rolf Fister (1973–1989)
- X Wydział (Abteilung X) > kontakty międzynarodowe z zaprzyjaźnionymi służbami specjalnymi państw komunistycznych, np. z MSW PRL, szef – gen.-mjr Willy Damm (1956–1989)
- XIV Wydział (Abteilung XIV) > obozy i więzienia (m.in. Centralny Areszt Śledczy), szef – płk dr Siegfried Rataizick (1963–1989)

### Podporządkowane zastępcy ministra (Stellvertreter und Leiter der HVA) wiceministrowi i szefowi HVA (wywiadu)
– gen. armii Markus Wolf (1952–1986), gen.-płk Werner Grossmann (1986–1990)
(patrz w oddzielnym zestawieniu)

### Podporządkowane zastępcy ministra (Stellvertreter)
– gen.-płk Bruno Beater (1955–1980), gen.-por. Gerhard Neiber (1980–1989), pion tworzył właściwą Stasi
- I Główny Wydział (Hauptabteilung I – HA I) > (kontrwywiad wojskowy) bezpieczeństwo wewnętrzne w siłach zbrojnych (Nationale Volksarmee) oraz w służbie Granicznej (Grenztruppen der DDR); także realizacja zadań o charakterze wywiadowczym w kooperacji z NRD-owskim wywiadem wojskowym (Militärischer Nachrichtendienst), szef – gen.-por. Manfred Dietze (1981–1989)
- IV Główny Wydział (Hauptabteilung VI – HA VI) > m.in. kontrola ruchu granicznego, hoteli, szef – gen.-mjr Heinz Fiedler(inne języki) (1970–1989)
- VII Główny Wydział (Hauptabteilung VII – HA VII) > ochrona MSW, szef – gen.-mjr dr Joachim Büchner (1970–1989)
- VIII Główny Wydział (Hauptabteilung VIII – HA VIII) > obserwacja i penetracje, szef – gen.-mjr dr Karli Coburger (1984–1989)
- XXII Główny Wydział (Hauptabteilung XXII – HA XXII) > utw. w 1975 jako Abteilung/Wydział XXII, od 1989 HA XXII, lewicowo-ekstremistyczne organizacje terrorystyczne, walka z terroryzmem. Posiadał co najmniej 8 wydziałów, szef – płk dr Franz Horst
- Centralna Grupa Koordynacyjna (Zentrale Koordinierungsgruppe – ZKG) > utw. 1975, zwalczanie nielegalnej emigracji, działania likwidujące ucieczki na Zachód, czym zajmowało się Biuro Operacyjne (Operativdienststelle – OPD), oraz sterowanie procesem przesiedleń, szef – gen.-mjr dr Gerhard Niebling (1983–1989)
- XVII Grupa Robocza (Arbeitsgruppe XVII) > biuro paszportowe w Berlinie Zachodnim, szef – płk Horst Janssen (1972–1989)

### Podporządkowane zastępcy ministra
– gen.-płk Rudi Mitting (1975–1989)
- Zarząd Służby Administracyjnej (Verwaltung Rückwärtige Dienste – VRD) > wszelkie sprawy dotyczące zaopatrzenia, administrowania budynkami i urządzeniami dla potrzeb MfS, szef – płk Manfred Weihmann (1989)
- XVIII Główny Wydział (Hauptabteilung XVIII – HA XVIII) [potem Główny Zarząd Ochrony Gospodarki Narodowej (Hauptabteilung zum Schutz der Volkswirtschaft – HVzSV)] > kontrwywiad, zabezpieczenie gospodarki przed wrogą penetracją, szef – gen.-por. dr Alfred Kleine (1974–1989)
- XIX Główny Wydział (Hauptabteilung XIX – HA XIX) > kontrwywiad, ochrona komunikacji, poczty i łączności, szef – gen.-mjr Edgar Braun (1982–1989)
- XX Główny Wydział (Hauptabteilung XX – HA XX) [utw. w 1954 jako Hauptabteilung V, od 1964 HA XX] > nadzór nad partiami i masowymi organizacjami społecznymi, kościołami, czyli wykrywanie i zwalczanie dywersji polityczno-ideologicznej (PID) oraz śledzenie podziemnej działalności politycznej (PUT) i ruchów opozycyjnych, szef – gen.-por. Paul Kienberg (1964–1989)
- Grupa Robocza ds. Koordynacji Handlowej (Arbeitsgruppe Bereich Kommerzielle Koordinierung – AG BKK) [utw. 1985] > omijanie restrykcji embargowych w handlu zagranicznym, szef – płk Karl-Heinz Herbrich (1989)
- Centralny Sztab Operacyjny (Zentraler Operativstab – ZOS) > planowanie i koordynacja działań podejmowanych i realizowanych przez kilka jednostek ministerstwa, szef – płk Manfred Sommer (1985–1989)
- Centralna Grupa Robocza Ochrony Tajemnic Państwowych (Zentrale Arbeitsgruppe Geheimnisschutz – ZAGG) > opracowywanie zasad i kontrola przestrzegania przepisów, szef – płk Werner Schröder (1975–1989)
- Grupa Robocza „E” (Arbeitsgruppe „E”), szef – ppłk Petrich Hermann

– gen.-por. Wolfgang Schwanitz (1986–1989)
- III Główny Wydział (Hauptabteilung III – HA III) > pion radioelektronicznego wywiadu (Funkaufklärung) i kontrwywiadu (Funkabwehr), zajmował się też m.in. podsłuchami rozmów telefonicznych, np. Wydz. 16 (Abt. 16) prowadził kontrolę łączności międzynarodowej, szef – gen.-mjr dr Horst Männchen(inne języki) (1971–1989)
- 26 Samodzielny Wydział (Abteilung 26) [tzw. Linia 26] > podsłuchy telefoniczne, teleksowe i dalekopisowe, podgląd i elektroniczna obserwacja osób i pomieszczeń, stosowanie specjalnych technik i preparatów chemicznych, szef – gen.-mjr Olaf Leben (1977–1989)
- Pion Techniki Operacyjnej (Operativ-Technischer Sektor – OTS) > przygotowanie i zakup sprzętu do działalności specjalnych, szef – gen.-mjr Günter Schmidt (1968–1989)
- XI Wydział (Abteilung XI) > bezpieczeństwo łączności i szyfry, szef – gen.-mjr Wolfgang Birke (1974–1989)
- Wydział Uzbrojenia i Służby Chemicznej (Abteilung Bewaffnung/Chemischer Dienst – Abteilung BCD) – m.in. zaopatrzenie w broń i sprzęt jednostek własnych, handel bronią, szef – płk Erich Schwager (1988–1989)
- Wydział Łączności (Abteilung Nachrichten) > ochrona łączności wewnętrznej MfS i organów państwowych, szef – gen.-mjr Karl Zukunft (1967–1989)

## Organizacja Wywiadu MfS/Stasi

### Hauptverwaltung Aufklärung

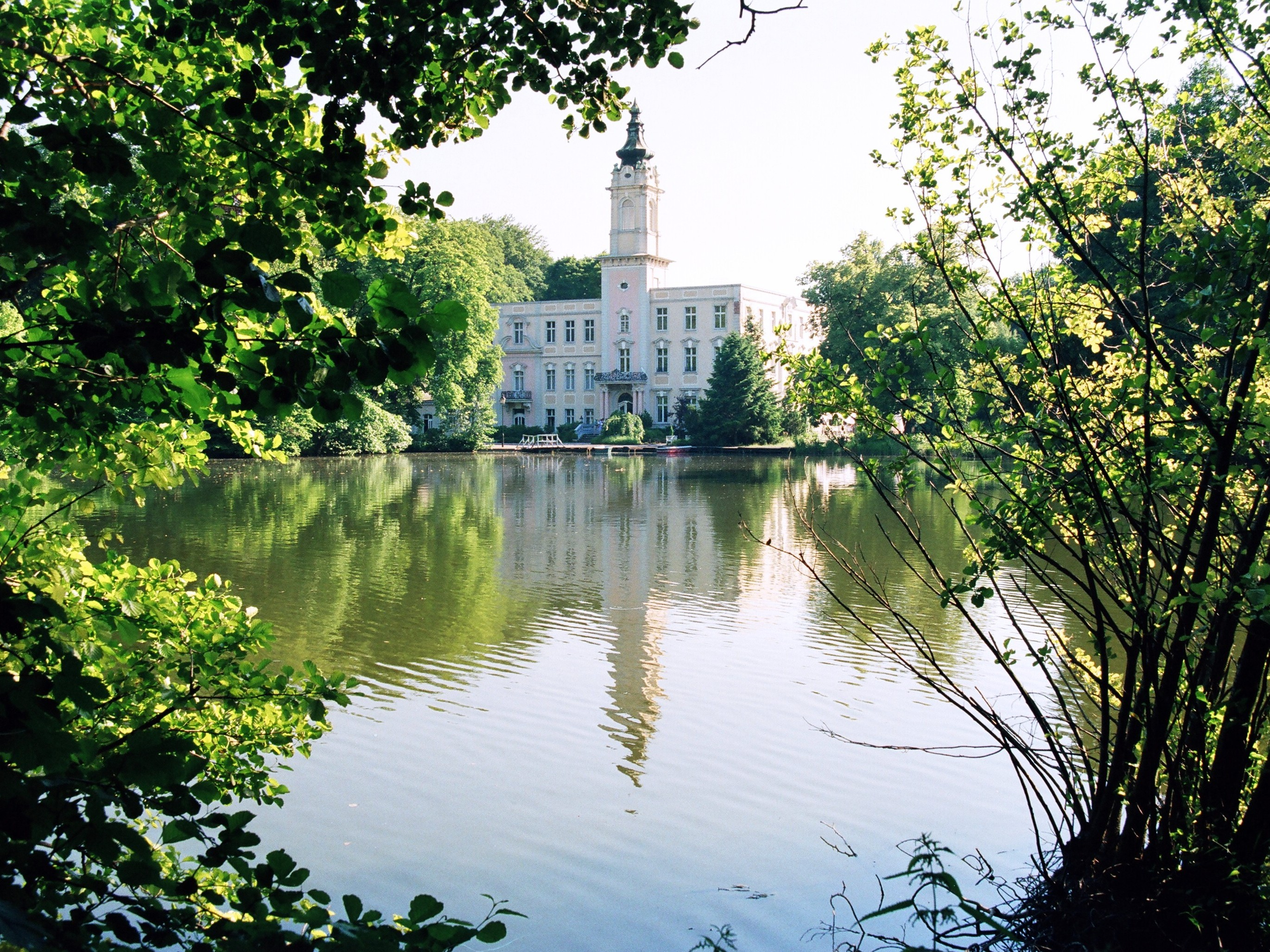
Zamek Dammsmühle pod Berlinem, b. siedziba Szkoły Językowej Stasi (Fremdspracheninstitut) na zamku Dammsmühle w Wandlitz pod Berlinem (-1989)

Główny Zarząd Wywiadowczy (Hauptverwaltung Aufklärung – HVA)
- Sztab HV A (Stab der HV A), szef – gen.-mjr Heinz Geyer (1982–1990)
- AI Wydział (Abteilung AI, Aufklärung des Staatsapparates der BRD) > rozpoznanie aparatu państwowego RFN, szef – płk Gerd Müller (1989)
- AII Wydział (Abteilung AII: Aufklärung der Organisationen in der BRD) > rozpoznanie partii i organizacji w RFN, szef – płk dr Kurt Gailat (1983–1990)
- AIII Wydział (Abteilung AIII, Legal Abgedeckte Residenturen in „Dritten Ländern”) > legalne zabezpieczanie rezydentur w/przy przedstawicielstwach NRD w krajach zachodnich, poza RFN i USA, szef – płk Horst Machts (1983–1990)
- AIV Wydział (Abteilung AIV, Militärische Aufklärung in der BRD) > rozpoznanie wojskowe w RFN, szef – płk Siegfried Milke (1987–1990)
- AVI Wydział (Abteilung AVI, Operativer Reiseverkehr, „Regimefragen”) > Centrum zarządzania operacyjnego i „biuro podróży”, preparowanie dokumentów itd., szef – płk dr Helmut Reinhold (1980–1990)
- Wydział AVII (Abteilung AVII, Auswertung und Information) > analiza i informacja, szef – płk Werner Bierbaum (1983–1990)
- AVIII Wydział (Abteilung AVIII, Operative Technik und Funk) > technika operacyjna i radiowa, szef – płk Werner Degenhardt (1981–1990)
- AIX Wydział (Abteilung AIX, Äußere Spionageabwehr – Gegenspionage) > wywiad zagraniczny, szef – gen.-mjr Harry Schütt(inne języki) (1977–1990)
- AX Wydział (Abteilung AX, „Aktive Maßnahmen”, Desinformation) > dezinformacja, szef – płk Rolf Wagenbreth (1966–1990)
- AXI Wydział (Abteilung AXI, Aufklärung Nordamerika und US-Einrichtungen BRD) > rozpoznanie Ameryki Północnej i instytucji amerykańskich w RFN, szef – płk dr Jürgen Rogalla (1973–1990)
- AXII Wydział (Abteilung AXII, Aufklärung NATO und EG) > rozpoznanie NATO i Wspólnoty Europejskiej, szef – płk dr Klaus Rösler (1971–1990)
- XV/BV Grupa Robocza (Arbeitsgruppe XV/BV) > grupa instruktażu terenowego, szef – płk Manfred Ebert (1980–1990)
- AXVI Wydział (Abteilung AXVI, Nutzung Legaler Beziehungen) > [do 1988 Grupa Robocza K (Arbeitsgruppe K) względnie Posterunek Koordynacji (Koordinierungsstelle „KOST”)], szef – płk dr Rudolf Genschow (1988–1990)
- AXVII Wydział (Abteilung AXVII, Grenzschleusungen) > [do 1988: Grupa Robocza Granica (Arbeitsgruppe Grenze – AGG)], przerzuty przez granicę, szef – płk Werner Wulke (1988–1990)
- AXIX Wydział (Abteilung AXIX, Schulung und Betreuung) > szkolenie i opieka, Szkoła Językowa (Fremdspracheninstitut) na zamku Dammsmühle w Wandlitz pod Berlinem[b], szef – płk Harry Mittenzwei (1987–1990)
- AXX Wydział (Abteilung AXX, EDV) > elektroniczne przetwarzanie danych [do 1988 AG EDV], szef – płk Peter Feuchtenberger (1988–1990)
- AXXI Wydział (Abteilung AXXI, Rückwärtige Dienste) > służba zaplecza materiałowo-technicznego, finansowego, radiowego, szyfrowania, szef – płk Tilo Kretzschmar (1977–1990)
- AG „S” Grupa Robocza (Arbeitsgruppe Sicherheit – AG „S”) > grupa bezpieczeństwa, szef – płk Eberhard Kopprasch (1989–1990)
- Sektor Naukowo-Techniczny (Sektor Wissenschaft und Technik – SWT), szef – płk Manfred Süss (1989–1990)
  - AV Wydział (Abteilung AV, Wissenschaftlich-Technische Auswertung) > analiza naukowo-techniczna, szef – płk Harry Herrmann (1975–1990)
  - AXIII Wydział (Abteilung AXIII, Äufklärung Grundlagenforschung) > rozpoznanie w zakresie energii, biologii i chemii, szef – płk Siegfried Jesse (1983–1990)
  - AXIV Wydział (Abteilung AXIV, Aufklärung Elektronik, Optik und EDV) > rozpoznanie w zakresie elektroniki, optyki i elektronicznej techniki obliczeniowej, szef – płk Horst Müller (1981–1990)
  - AXV Wydział (Abteilung AXV, Aufklärung Wehrtechnik und Maschinenbau) > rozpoznanie w zakresie techniki zbrojeniowej, przemysłu maszynowego i obchodzenia embarga, szef – płk Günter Ebert (1981–1990)
  - AXVIII Wydział (Abteilung AXVIII, Sabotagevorbereitung, Aufklärung des Zivilschutzes) w Hoppegarten pod Berlinem > [powstał w 1987 w wyniku likwidacji Wydziału IV (Abteilung IV)] przygotowywanie miejsc sabotażu w RFN i Szwajcarii, szef – płk Gotthold Schramm (1986–1990)
  - 1 Grupa Robocza (Arbeitsgruppe 1, Residenturkräfte) > rozpoznanie przez attaché naukowych, biura techniczno-handlowe, studentów NRD studiujących za granicą, szef – płk Gerhard Jauck
  - 3 Grupa Robocza (Arbeitsgruppe 3, Operative Beschaffung von Rüstungsgütern) > operacyjna dostawa sprzętu wojskowego, rozpoznanie w zakresie techniki zbrojeniowej i cyfrowej, szef – płk Erich Gaida (1978–1990)
  - 5 Grupa Robocza (Arbeitsgruppe 5, Nutzung Offizieller Kontakte) > zabezpieczanie transportu kontenerowego we współpracy ze służbami RFN, szef – płk Christian Streubel

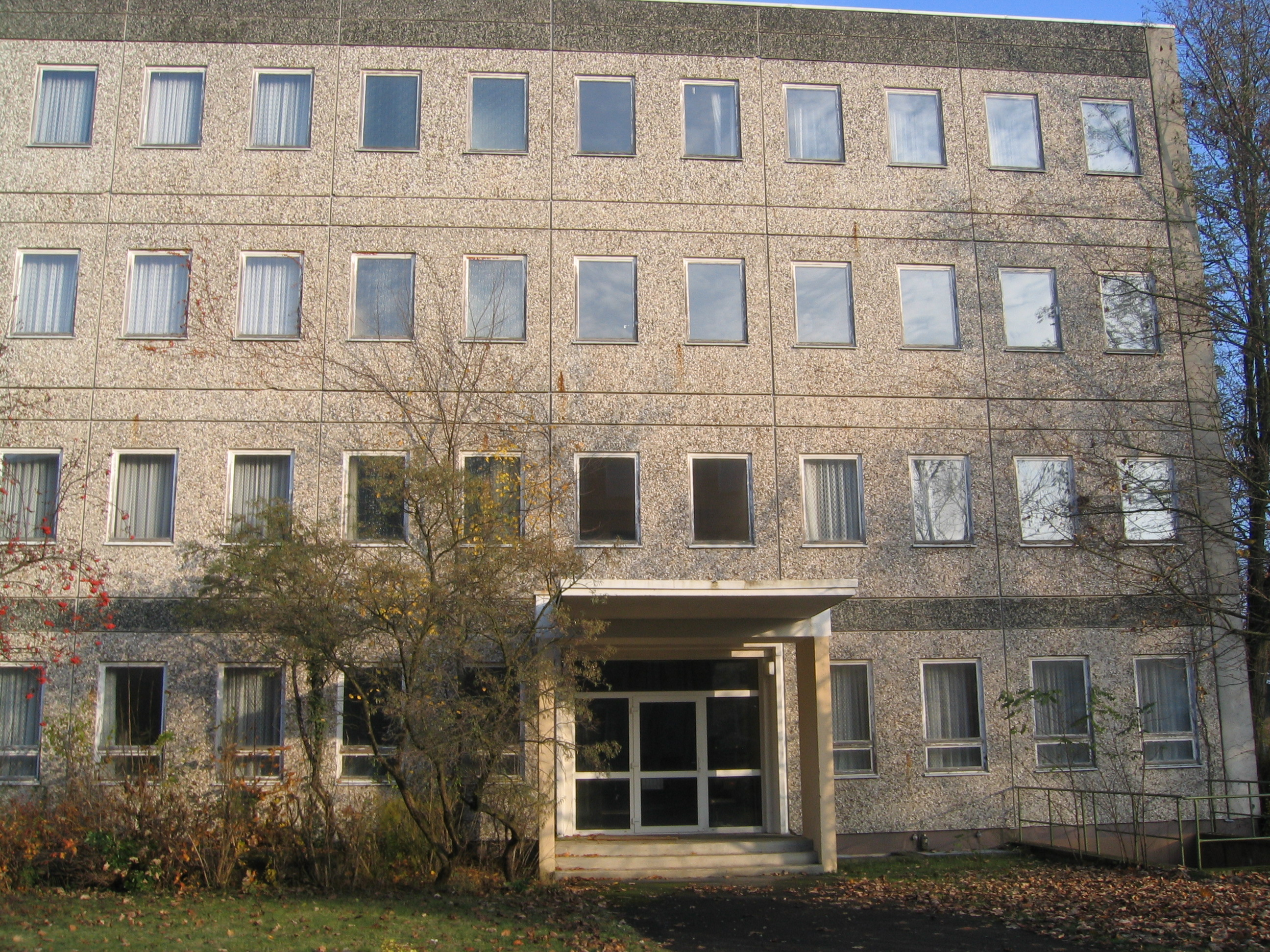
budynek b. Szkoły Głównego Zarządu Wywiadowczego MBP NRD w Gosen pod Berlinem

- Szkoła HV A, Szkoła Głównego Zarządu Wywiadowczego MBP NRD (Schule der HV A) > w Gosen koło Erkner [szkoła posiadała status wydziału Wyższej Szkoły Prawniczej MBP (Juristische Hochschule MfS – JHS) w Poczdamie], szef – płk prof. dr Bernd Kaufmann (1986–1990)[c]

## Działalność Stasi
NRD-owska służba bezpieczeństwa była najbardziej efektywną (obok KGB) służbą bezpieczeństwa w krajach bloku wschodniego. Działające w strukturze organizacyjnej komórki Stasi były odpowiednio przystosowane, aby spełniać zadania przygotowane przez Biuro Polityczne SED. HA II odpowiedzialny za tzw. kontrwywiad krajowy ściśle współpracował z innymi instytucjami państwowymi NRD, na szczeblach krajowych i terenowych.

### Abteilung M
W ogromnie rozwiniętej strukturze MfS (Stasi) funkcjonował Wydział M, lub Linia M. Zajmował się kontrolą prywatnych paczek i listów, oczyszczanie ich z walut obcych, pod koniec istnienia MfS szefem był generał Rudi Strobel. Po 1989/1990 okazało się, że funkcjonariusze Wydziału „M” latami okradali obywateli NRD. Tylko w latach 1984/1989 pracownicy Abt. M, na pocztach wyciągnęli z paczek i listów i odprowadzili do budżetu Stasi środki płatnicze o łącznej wartości 32 milionów DEM.

Odpowiedzialnym za ten rabunek był bezpośrednio minister Erich Mielke i podporządkowany mu bezpośrednio Wydział „M” z Rudi Strobel na czele.
Abt. „M”/Wydział M (lub Linia M) funkcjonowała od początku pięćdziesiątych. Instrukcja służbowa nr 41/53, najstarszy odnaleziony dowód na istnienie tzw. rabunku pocztowego nosi datę 30 listopada 1953. Stwierdzono w niej że „pieniądze i inne rzeczy wartościowe w przesyłkach... należy przekazywać kierownikom. Oczywiście wewnątrz kierownictwa Abt. M i całym MfS działał system wewnętrznej kradzieży dla prywatnego zysku, oszustwa wewnątrz Wydziału M zdarzały się do lat osiemdziesiątych.

### Linia 26
W rok po utworzeniu MfS Ministerstwa Bezpieczeństwa Państwowego pod kierownictwem ówczesnego ministra Wilhelma Zaissera rozpoczęto tworzenie komórki, której głównym zadaniem było ukierunkowane nadzorowanie prywatnego i służbowego ruchu telekomunikacyjnego określonych osób.
Ta jednostka służbowa, która nazywała się do 1989 „samodzielnym Wydziałem 26 (Linia 26) i na koniec posiadała stan osobowy wskazujący 436 pracowników, była przez wiele lat bezpośrednio podporządkowana ministrowi Mielkemu.
Od 1952 stosowano do podsłuchiwania produkowane w Niemieckiej Republice Demokratycznej „szafy dozorujące”, początkowo można było śledzić 20 połączeń telefonicznych. Według artykułu „31” konstytucji NRD, tajemnica pocztowa i łączność była nienaruszalna, mimo to 6 lipca 1962, minister bezpieczeństwa państwowego wydał instrukcję służbową oznaczoną numerem „10/62”, regulującą w szczegółach nadzór akustyczny i optyczny (podglądanie), obywateli NRD do celów nie podlegających ściganiu karno-sądowemu. Ta instrukcja została zastąpiona 2 stycznia 1984 nowym rozporządzeniem nr 1/84, w którym określano zadania „linii 26”.
- Zlecenie A – kontrolowanie rozmów telefonicznych abonentów łączności telefonicznej Poczty Niemieckiej i innych przewozowych systemów przekazu informacji.
- Zlecenie T – kontrolowanie połączeń teleksowych i pojedynczych połączeń oraz stałych połączeń w telekomunikacji dalekopisowej.
- Zlecenie B – akustyczny nadzór pomieszczeń zamkniętych i częściowo otwartych.
- Zlecenie D – podgląd i elektroniczną obserwację osób oraz dokumentowanie obrazu i dźwięku przeważnie w pomieszczeniach.
- Zlecenie S – wykorzystywanie specjalnych urządzeń do techniki zabezpieczania i chemicznych środków do oznakowania.

3 października 1974 w berlińskiej centrali Stasi/MfS nagrano rozmowę telefoniczną, którą przeprowadził federalny przewodniczący Helmut Kohl ze swym ówczesnym sekretarzem generalnym, Kurtem Biedenkopfem. Zapis tej rozmowy, odpowiednio przemontowanej, specjaliści po mistrzowsku przekopiowali na amerykański formularz typu „Agent Report”, używany przez amerykańskie służby kontrwywiadu, m.in. Military Intelligence Group, do sporządzania protokołów z podsłuchu. Tak spreparowana rozmowa telefoniczna dotarła na teren Republiki Federalnej. Co do jej treści to chodziło rzekomo o podkreślenie słabych predyspozycji kierowniczych Kohla jako szefa partii. Celem fałszerzy z wywiadu Stasi (HVA) było rzucenie podejrzenia na służby zachodniego wywiadu, które jakoby nielegalnie prowadziły podsłuch sieci telefonicznych w Republice Federalnej, poza tym chciano udowodnić głęboki rozdźwięk między Kohlem a Biedenkopfem.
Informacje o osiągniętych przez „linię 26” wynikach rozpoznania zostały zniszczone 8 listopada 1989.

### Stasi na terenie RFN
Stasi dysponowało stale liczbą ok. 500 szpiegów operujących w Niemczech Zachodnich, do tego dochodziło ok. 2500 osób zatrudnionych w charakterze instruktorów, kurierów czynnych na terenie operacyjnym.
Statystyka na 31 października 1989 wykazała w Głównym Zarządzie Wywiadu stan personalny w liczbie 4128 osób, łącznie z pracownikami linii XV, zarządów okręgowych, jak i oficerami misji specjalnej – OibE.
Głównym zadaniem HVA było prowadzenie wywiadu zagranicznego, skoncentrowano się przede wszystkim na faktach politycznych, wojskowych, gospodarczych i naukowo–technicznych śledząc rozwój wydarzeń w Republice Federalnej Niemiec łącznie z Berlinem Zachodnim wraz z najważniejszymi bazami NATO.
W osobach Williama Borma i Hannsheinza Porsta, polityków FDP (Wolna Partia Demokratyczna) służba bezpieczeństwa dysponowała dwoma superagentami, prowadzonymi jako wywiadowcy posiadający szczególne wpływy, którzy przekazywali wszystkie informacje ze swojej partii.
Günter Guillaume był najważniejszym agentem w Republice Federalnej Niemiec, który swe wiadomości przekazywał do centrali Ministerstwa Bezpieczeństwa Państwowego – MfS, bezpośrednio z bońskiego federalnego urzędu kanclerskiego.
Poseł do Bundestagu z ramienia Unii Chrześcijańsko-Demokratycznej (CDU), Julius Steiner, utrzymywał ze Stasi dobre kontakty i otrzymał 50 000 DEM za głosowanie przeciwko swemu koledze partyjnemu Rainerowi Barzlowi. W służbie zagranicznej RFN działało jednocześnie aż pięciu agentów, „Stasi” miało pełną informację na temat głównych zarysów „bońskiej” polityki zagranicznej, koncepcji negocjacyjnych i traktatu z Polską.
W kwestii planowania sił zbrojnych Republiki Federalnej Niemiec i innych państw NATO, Stasi było informowane przez „Topasa” alias „Rainer Rupp”, źródło „Gabriele Gast” dostarczyło do Berlina Wschodniego raport o sytuacji wojskowej „Wschód”, z wywiadu zagranicznego Republiki Federalnej Niemiec – Bundesnachrichtendienst (BND), jak też inne opracowania zachodnie na temat militarnego znaczenia Niemieckiej Republiki Demokratycznej.
Wewnętrzne sprawy „Federalnego Urzędu Ochrony Konstytucji” (Bundesamt für Verfassungsschutz (BfV)), przekazywał agent Klaus Kuron. W sumie po przełomie wyszło na jaw ponad trzydzieści przypadków szpiegostwa wyższego szczebla w Republice Federalnej Niemiec na rzecz Niemieckiej Republiki Demokratycznej.

## Ucieczki z NRD
Wysiłek Stasi włożony w zwalczanie opozycji politycznej oraz zapobieganie ucieczkom z NRD był gigantyczny, do tych dwóch zakresów zadań wykorzystywano ok. cztery piąte łącznego potencjału ministerstwa. Ucieczka z republiki, pomoc w ucieczce, przesiedlenia – te problemy istniały od samego początku utworzenia Niemieckiej Republiki Demokratycznej, i zawsze zajmowało się nimi MfS.
Jeszcze zanim stanął Mur Berliński, powstrzymanie ucieczek z republiki było ważnym zadaniem Stasi. Kierownictwo SED nie miało żadnych wątpliwości co do tego, że dalsze istnienie NRD jest możliwe tylko wtedy, gdy wszelkimi możliwymi środkami uda się powstrzymać emigracje ludności. 
Od wybudowania Muru Berlińskiego w 1961 r. do początku lat 80. chodziło przede wszystkim o zwalczanie profesjonalnie uprawianego procederu „handlu żywym towarem”. MfS założyło specjalną jednostkę służbową „XX/5”, w ramach Głównego Wydziału XX (HVXX), która jako sprawą priorytetową zajmowała się nielegalnym przekraczaniem granicy, określanym jako „handel żywym towarem”. Jednak ten środek nie wystarczał, toteż w ramach Głównego Wydziału VI (HVVI) utworzono „biuro operacyjne” – OPD, któremu powierzono sprawę zahamowania ucieczek do Berlina Zachodniego z republiki.

## Rozwiązanie Stasi
W 1989 Stasi liczyła ok. 91 tys. funkcjonariuszy i ok. 173 tys. konfidentów.
Wraz z upadkiem Muru Berlińskiego Ministerstwo Bezpieczeństwa Państwowego zostało rozwiązane w listopadzie 1989. W jego miejsce powołano Urząd Bezpieczeństwa Narodowego (Amt für Nationale Sicherheit), który przetrwał do końca marca 1990.
Stasi zebrało akta dotyczące ponad 1 mln obywateli NRD, które udostępniane są przez urząd Pełnomocnika Federalnego do spraw Materiałów Państwowej Służby Bezpieczeństwa.
Niewielka część oficerów i urzędników Stasi stanęła przed sądem, ale po zaledwie kilku indywidualnych procesach funkcjonariuszy wyższego szczebla (jak np. Markus Wolf) Federalny Trybunał Konstytucyjny Niemiec orzekł 23 maja 1995, że byli pracownicy Stasi nie mogą być ścigani sądownie za działalność szpiegowską przeciwko Zachodowi w okresie zimnej wojny.

## Szefowie Stasi
Minister Bezpieczeństwa Państwowego:
- Wilhelm Zaisser (luty 1950 – lipiec 1953)

Sekretarz Stanu ds. Bezpieczeństwa Państwowego w Ministerstwie Spraw Wewnętrznych:
- Ernst Wollweber (lipiec 1953 – listopad 1955)

Minister Bezpieczeństwa Państwowego:
- Ernst Wollweber (listopad 1955 – listopad 1957)
- Erich Mielke (listopad 1957 – listopad 1989)

Szef Urzędu Bezpieczeństwa Narodowego:
- Wolfgang Schwanitz (listopad 1989 – marzec 1990)

## Siedziba
Siedziba centrali MfS mieściła się w Berlinie-Lichtenbergu przy Normannenstraße 22 (8000 etatów), w Berlinie-Hohenschönhausen (4000 etatów); kilkanaście komórek organizacyjnych w innych częściach miasta lub jego najbliższych okolicach.

## Stasi w kulturze
Stasi idealnie wręcz pasowała do obrazu Niemiec Wschodnich, odmalowanego w powieści Johna Le Carrego The Spy Who Came In from the Cold z 1963 (wydanie polskie z 1990 Ze śmiertelnego zimna).
Inny obraz wschodnioniemieckiego aparatu bezpieczeństwa został przedstawiony w filmie Życie na podsłuchu, Niemcy (2006).
W 2021 nakręcony został film Nahschuss w reżyserii Franziski Stünkel, którego scenariusz oparty jest na prawdziwym przypadku oskarżenia o szpiegostwo pracownika Stasi Wernera Teske.